# 萊特納系統

在萊特納系統, 回答正確的卡片會被移到下一個復習頻率較少的箱子，而回答錯誤的卡片則會退回到第一個箱子

萊特納系統是1970年代由德國評論家瑟巴斯坦·萊特納提出，是一種廣泛有效使用抽認卡的學習方法。 它是以簡單間隔復習的原理來實現，其中抽認卡以增加的時間間隔進行復習，以達到增強記憶，提昇學習的效果。

## 方法

另一個方式是回答錯誤的卡片則會移回到前一個箱子

在萊特納學習箱中，根據學習者每個人的了解程度，將抽認卡進行分組。 學習者試圖回想寫在抽認卡上的答案。 如果他們回答正確，他們會將卡片移到下一組。 如果他們回答錯誤，他們會把它退回第一組。每個排在後面的成功箱組在要求學習者重新復習抽認卡時都會安排更長的間隔復習時間。 如萊特納發表在他“如何學習學習”一書介紹的原始方法所述，重複復習的時間間隔表由學習箱中分組的大小決定。 一般分別為1,2,5,8和14公分。只有當一個分組變滿時，學習者才會再複習它所包含的抽認卡，並根據他們是否記住抽認卡，將抽認卡向前或向後移動到相對應的分組學習箱中。

## 應用實例

### 三箱系統

三箱系統的模擬動畫，按下此處可以將動畫放大

假設有3盒名為“箱子1”，“箱子2”和“箱子3”的卡片。 箱子1中的卡片是學習者經常犯錯誤的卡片，箱子3包含他們非常熟悉的卡片。 他們可能選擇每天一次學習箱子1的抽認卡，每3天復習一次箱子2的抽認卡，每5天復習一次箱子3的抽認卡。 如果他們學習箱子1中的卡片並得到正確的答案，他們會將抽認卡“晉級”到箱子2，在箱子2中的抽認卡片得到正確答案，則“晉級”該卡到箱子3。如果他們回答錯抽認卡，則在箱子2或箱子3中的抽認卡就會被“降級”到箱子1，這迫使學習者將更頻繁地學習回答錯誤的抽認卡。
這種方法的優點是當這些困難的抽認卡仍然停留在前面幾組中時，學習者可以專注於學習最困難的抽認卡。在理想的情況下，是可以有效減少學習所需的時間。

## 自動化
類似於萊特納系統的想法已被應用到許多電腦輔助語言學習和抽認卡軟體中。 大部分軟體都採用了所謂“電子抽認卡”的技術。

## 外部連結
- 萊特納的學習卡片箱 （页面存档备份，存于）